# Månkalender
Månkalender är en kalender som bygger på månens faser. De första som använde en kalender var babylonierna för cirka 5000 år sedan. De mätte upp ett år genom att observera månens faser. Den idag mest spridda rena månkalendern är den muslimska.

## Utförande
Den största konsekvensen av att räkna tiden i månader är de inte blir ett jämnt antal per solår.
Sett från jorden går månen ett varv på ungefär 29,53 dygn (synodisk omloppstid). 12 månvarv blir cirka 354,3 dygn (jämfört med 365,25). En ren månkalender förskjuts alltså 11 dygn per solår. Många andra kalendrar har någon form av korrektioner (skottmånader eller längre månader) för att behålla månadernas position inom solåret. 

## Fördelar
Månkalenderns styrka är att den bygger på mycket enkla observationer. En person kan utan teleskop eller referensverk lätt själv bestämma hur många dagar som har förflutit sedan till exempel nymåne. 
För näringar som påverkas av månen (tidvattnet) såsom fiske och jakt på sjöfågel är en månkalender oerhört praktisk.

## Nackdelar
Omvänt blir en kalender baserad på gemene mans observationer givetvis ett problem då snabba kommunikationer kräver att alla är ense om vilken dag det är.
För näringar som jordbruk där vädret, och därmed tid på året, är av största betydelse är en månkalender irrelevant.

## Historik
Månkalendern representerar i allmänhet en äldre form av tidsbestämning än den som laborerar med solår. Rester av månkalender hos nordisk allmoge visar att en sådan tillämpats även här innan den julianska kalendern infördes med kristendomen. Sålunda fastställdes ofta årligen återkommande begivenheter efter månadsskiftena (till exempel distingsmarknaden) och man hade ålderdomliga namn på dem (jultungel, distungel) liksom på vissa ny och nedan (kråknedan, näverny). En på månen grundad tideräkning är svår att kombinera med solåret och även med en primitivare "årstidskalender". Detta har man då försökt att klara med hjälp av skottmånaderna. 